# Anæstesiolog
En anæstesiolog, anæstesilæge eller narkoselæge er en speciallæge i anæstesiologi.
Anæstesilægen har en speciallægeuddannelse oven i den almindelige lægeuddannelse (cand.med.). 
Hovedbeskæftigelsen er med anæstesi (narkose), intensiv medicin, smertebehandling og præhospitalbehandling.
| Lægevidenskab | Spire Denne artikel om lægevidenskab er en spire som bør udbygges. Du er velkommen til at hjælpe Wikipedia ved at udvide den. |